# Sturnira mordax
Sturnira mordax is een zoogdier uit de familie van de bladneusvleermuizen van de Nieuwe Wereld (Phyllostomidae). De wetenschappelijke naam van de soort werd voor het eerst geldig gepubliceerd door Goodwin in 1938.

## Voorkomen
De soort komt voor in Costa Rica en Panama.